# Saint Vincent (isola)
L'isola di Saint Vincent, nota in italiano anche come San Vincenzo, situata nel Mar dei Caraibi tra l'isola di Saint Lucia e Grenada, è l'isola principale dello Stato di Saint Vincent e Grenadine. Prevalentemente montuosa, il suo punto più alto corrisponde alla cima del vulcano La Soufrière, la cui penultima eruzione risaleva al 1979. Il 9 aprile 2021 il centro di monitoraggio caraibico UWISeismic, dell’Università delle Indie Occidentali comunica l'inizio dell’eruzione del vulcano. Il primo ministro di Saint Vincent e Grenadine, Ralph Gonsalves, dichiara nella stessa giornata lo stato di allarme ed ha ordinato l’evacuazione di circa 7.000 persone dalla parte settentrionale dell’isola per la «portata potenzialmente disastrosa» dell’eruzione.
L'isola è stata oggetto di una disputa territoriale tra Francia e Regno Unito nel corso del XVIII secolo ed è diventata indipendente il 27 ottobre 1979. Circa 100.000 persone vivono su di essa, di cui oltre 16.000 nella città di Kingstown, capitale dello Stato. Il resto della popolazione è suddiviso tra altri insediamenti costieri, tra cui quelli di Layou, Barrouallie, Chateaubelair, Georgetown e Calliaqua.

## Storia

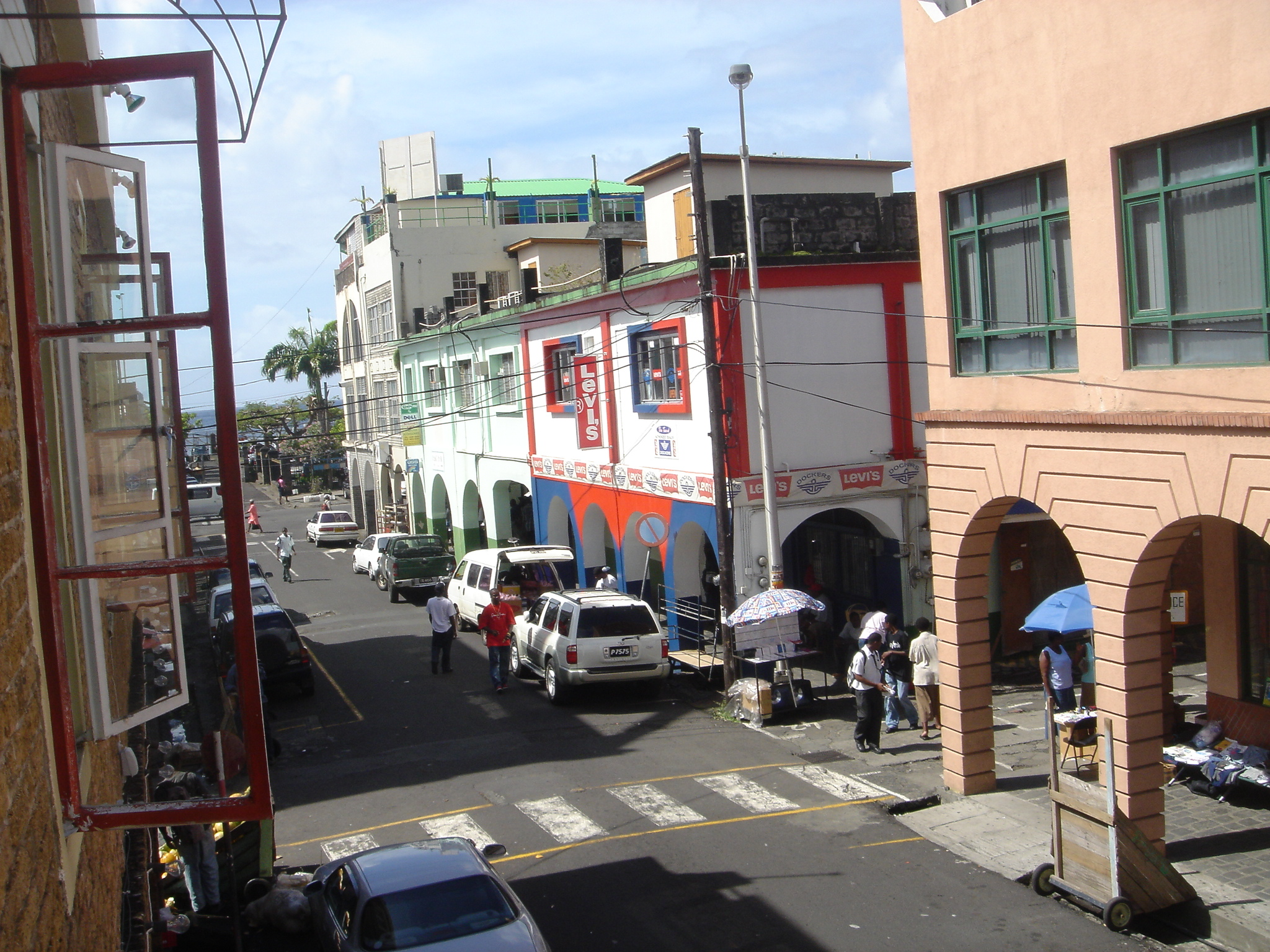
Una strada di Kingstown.

L'isola fu scoperta da Cristoforo Colombo il 22 gennaio 1498 nel giorno di San Vincenzo di Saragozza, battezzandola con l'omonimo nome. Prima della scoperta da parte degli europei, i Caribi la chiamavano Hairouna.
Sia Colombo che i successivi conquistadores ignorarono quasi del tutto l'area caraibica, per concentrare i propri sforzi sull'America centrale e meridionale, territori ricchi di metalli preziosi. Nonostante abbiano catturato alcuni schiavi nell'area di Saint Vincent, gli spagnoli qui non hanno mai fondato alcun insediamento.
I Caribi con la loro aggressività riuscirono ad evitare la fondazione di insediamenti europei su Saint Vincent fino al XVIII secolo. Gli schiavi africani, naufraghi o fuggiaschi da Saint Lucia o Grenada che cercavano rifugio a Saint Vincent, si sposarono con i Caribi del luogo e divennero noti come "Caribi neri". I discendenti di questo particolare tipo di unione sono oggi chiamati Garifuna.

### Colonia francese e guerre Caribe
I primi europei ad occupare Saint Vincent furono i francesi. Infatti, sebbene gli inglesi siano stati i primi a rivendicare Saint Vincent nel 1627, furono i francesi stanziati in Martinica a fondare il primo insediamento europeo sull'isola nel 1719, l'attuale Barrouallie. I coloni francesi coltivavano caffè, tabacco, indaco, mais e zucchero nelle piantagioni lavorate dagli schiavi africani.
Saint Vincent fu ceduta al Regno Unito con il Trattato di Parigi del 1763. Dopo aver preso il controllo dell'area, gli inglesi iniziarono subito a costruire la fortezza di Fort Charlotte, il che causò una tensione crescente con i Caribi che sfociò nella Prima Guerra Caribe tra il 1769 e il 1773. Nel 1779 ebbe luogo l'invasione di Saint Vincent da parte dei francesi, ma un accordo del 1783 tra le due potenze la riassegnò agli inglesi. Tra il 1795 e il 1796, con il sostegno francese della Martinica, i Caribi neri, guidati da Joseph Chatoyer, combatterono una serie di battaglie contro gli inglesi, ma la loro insurrezione fu sedata e quasi 5.000 caribi neri furono esiliati nella piccola isola di Baliceaux, al largo di Bequia. Il conflitto tra i britannici e i Caribi neri continuò fino alla fine del 1796, quando il generale Abercrombie vinse la Seconda Guerra Caribe, fomentata dal radicale francese Victor Hugues. Al termine dello scontro, gli inglesi deportarono altri 5.000 Caribi neri a Roatán, un'isola al largo della costa dell'Honduras. La vittoria della guerra permise agli inglesi di completare Fort Charlotte nel 1806.
Come i francesi prima di loro, gli inglesi usarono anche schiavi africani per lavorare piantagioni di zucchero, caffè, indaco, tabacco, cotone e cacao fino alla completa emancipazione nel 1838. L'economia entrò in un periodo di declino con molti proprietari terrieri che abbandonarono le loro proprietà. A complicare la situazione ci fu anche una violenta eruzione del vulcano La Soufrière nel 1812.

### Colonia inglese
Dal 1763 fino all'indipendenza, Saint Vincent attraversò un lungo periodo di dominio inglese. I colonizzatori autorizzarono la prima assemblea rappresentativa nel 1776. Alcuni decenni dopo il successo della Rivoluzione haitiana, gli inglesi abolirono la schiavitù nel 1834. La conseguente carenza di manodopera nelle piantagioni attirò gli immigrati portoghesi negli anni successivi e, a partire dal 1860, anche immigrati indiani che cercavano impiego come operai. Le condizioni rimasero aspre sia per gli ex schiavi che per i lavoratori agricoli immigrati, poiché i prezzi molto bassi dello zucchero a livello mondiale mantennero l'economia stagnante fino agli inizi del XX secolo. Sul finire del secolo venne esiliato a Saint Vincent il celebre mercante Jaja di Opobo in seguito al suo arresto nel 1887 da parte degli inglesi con l'accusa di aver venduto olio di palma direttamente a Liverpool senza l'intermediazione e l'autorizzazione della Royal Niger Company.
Nel 1877 fu insediato un governo della Colonia della corona britannica, nel 1925 fu creato un Consiglio legislativo e nel 1951 fu concesso il suffragio universale. Durante questo periodo, gli inglesi fecero diversi tentativi infruttuosi di unire politicamente Saint Vincent con altre Isole Sopravento Meridionali per governare la regione attraverso un'amministrazione unificata. Tra questi, il più rilevante fu la Federazione delle Indie Occidentali, nata nel 1958 e discioltasi nel 1962.

### L'indipendenza
Il 27 ottobre 1969 a Saint Vincent fu riconosciuto lo status di stato associato, dotato del controllo completo sui suoi affari interni. In seguito ad un referendum tenutosi nel 1979, Saint Vincent e Grenadine divennero le ultime delle Isole Sopravento a ottenere l'indipendenza, il cui anniversario viene celebrato ogni anno il 27 ottobre.

## Geografia
L'isola di Saint Vincent è lunga 29 km e larga 18 km e si trova a 160 km ad ovest di Barbados. Sulla sua superficie si erge un vulcano attivo di 1.234 metri, La Soufrière, protagonista di violente eruzioni nel 1812 e nel 1902. L'eruzione più recente risale al 13 aprile 1979. Gran parte dell'isola presenta un territorio montuoso ricoperto da foreste. Il clima è tropicale e umido, con una media che può variare tra 18 e 31 °C a seconda dell'altitudine.
L'isola ha una superficie totale di 344 km², pari a circa l'88% della superficie totale del paese, 19 volte quella della seconda isola più grande del paese, Bequia.
L'isola di Saint Vincent appartiene al gruppo delle Piccole Antille.

## Demografia
La popolazione dell'isola presenta diversi gruppi etnici. Tra questi, quello più rappresentato è il gruppo degli Afro-caraibici (66%), seguito dalle persone di sangue misto (19%). Minoranze significative sono quelle degli indiani (6%), dei discendenti dei colonizzatori europei (4%), dei Caribe (2%).

### Religioni
La confessione religiosa più diffusa sull'isola è l'anglicanesimo (47%), seguito dal metodismo (10%) e dai seguaci della Chiesa cattolica (13%). Abbastanza diffusi sono anche la Chiesa cristiana avventista del settimo giorno e l'Induismo.

## Istruzione
L'isola di Saint Vincent ospita alcune scuole mediche molto importanti. Tra queste:
- All Saints University School of Medicine
- Saint James School of Medicine
- Trinity School of Medicine

## Nella cultura di massa
L'isola di Saint Vincent è stata la location per la realizzazione del film Pirati dei Caraibi - La maledizione della prima luna. Le riprese si sono svolte tra ottobre 2002 e marzo 2003 e numerosi abitanti del luogo furono ingaggiati per fare da comparsa.